# روبرتو سولوزابال
روبرتو سولوزابال (الإسبانية: Roberto Solozábal)؛ (15 سبتمبر 1969 — ) هو لاعب كرة قدم إسباني. من مواليد مدينة مدريد. يلعب بمركز مدافع.

## وصلات خارجية
- روبرتو سولوزابال على موقع الاتحاد الدولي (مؤرشف)  (الإنجليزية)
- روبرتو سولوزابال على موقع قاعدة بيانات كرة القدم.إي يو (الإنجليزية)
- روبرتو سولوزابال على موقع ناشيونال فوتبول تيمز (الإنجليزية)
- روبرتو سولوزابال على موقع عالم كرة القدم.نت (الإنجليزية)
- روبرتو سولوزابال على موقع أوليمبيديا (الإنجليزية)